# Монстр (фильм, 1903)
«Монстр» (фр. Le monstre) — немой короткометражный фильм Жоржа Мельеса. Премьера состоялась в США 15 августа 1903 года, а 28 ноября 2009 года фильм был показан в рамках Португальского кинофестиваля. 

## В ролях
- Жорж Мельес

## Сюжет
Действие происходит в Египте неподалёку от Сфинкса. «Египтянин» устраивает представление перед чужеземцем. Принесенный им скелет он облачает в воздушные одеяния и оживляет. Скелет танцует, в процессе танца несколько раз трансформируясь. В конце танца танцовщика накрывают покрывалом и вместо него появляется прекрасная девушка. Чужеземный путешественник в восторге, он желает заполучить эту красавицу. Египтянин заворачивает в покрывало девушку и бросает чужеземцу. В свертке оказывается скелет. Разъяренный гость Египта бросается на обидчика.

## Художественные особенности
- Длина плёнки — 55 метров
- Формат — 35 мм

Фильм включён в DVD Georges Melies: First Wizard of Cinema (1896-1913).